# Irwin (Idaho)
Irwin és una població dels Estats Units a l'estat d'Idaho. Segons el cens del 2000 tenia 157 habitants.

## Demografia
Segons el cens del 2000, Irwin tenia 157 habitants, 71 habitatges, i 47 famílies. La densitat de població era de 28,5 habitants/km².
Dels 71 habitatges en un 22,5% hi vivien nens de menys de 18 anys, en un 60,6% hi vivien parelles casades, en un 2,8% dones solteres, i en un 32,4% no eren unitats familiars. En el 31% dels habitatges hi vivien persones soles el 15,5% de les quals corresponia a persones de 65 anys o més que vivien soles. El nombre mitjà de persones vivint en cada habitatge era de 2,21 i el nombre mitjà de persones que vivien en cada família era de 2,73.
Per edats la població es repartia de la següent manera: un 19,1% tenia menys de 18 anys, un 5,7% entre 18 i 24, un 17,2% entre 25 i 44, un 34,4% de 45 a 60 i un 23,6% 65 anys o més.
L'edat mediana era de 48 anys. Per cada 100 dones de 18 o més anys hi havia 98,4 homes.
La renda mediana per habitatge era de 31.250 $ i la renda mediana per família de 42.813 $. Els homes tenien una renda mediana de 28.333 $ mentre que les dones 27.250 $. La renda per capita de la població era de 17.896 $. Aproximadament el 3,5% de les famílies i el 9,7% de la població estaven per davall del llindar de pobresa.

## Poblacions més properes
El següent diagrama mostra les poblacions més properes.